# Пам'ятник «Бронзовий солдат» у Таллінні
Бронзовий солдат (ест. Pronkssõdur) — монумент невідомому солдату (солдатам армії СРСР, що загинули під час Другої світової війни) у Таллінні.
Естонія визнала цей монумент символом сталінської окупації. Встановлений на колективному похованні радянських солдатів на пагорбі Тинісмяґі (ест. Tõnismägi) в центрі Таллінна 22 вересня 1947 року як «пам'ятник Воїну-визволителю». Демонтований 27 квітня 2007 р. і перенесений разом із частиною поховань на Військовий цвинтар, що викликало масові заворушення серед місцевих росіян.

## Історія
Монумент був встановлений поряд із колективним похованням, в якому 14 квітня 1945 поміщені тіла 12 військовослужбовців армії СРСР. Вони вбиті під Таллінном під час Другої світової війни та раніше похованих у інших частинах міста.
Меморіальна композиція, роботи скульптора Енна Рооса та архітектора Арнольда Аласа, складалася з двометрової фігури солдата, що похилив голову, та стіни, на котрій були встановлені дошки з іменами загиблих, замінені дошками з написом «Полеглим у Другій світовій війні» естонською та російською мовами у 1994-му. 1964 року перед монументом запалено «Вічний вогонь», який погасили на початку 1990-х років.
З 1990-х років доля меморіалу та захоронень стала темою жорсткої дискусії.
У середині квітня 2007 року уряд Естонії ухвалив перенести меморіал з центра міста згідно з законом про військові поховання. Демонтаж скульптури та знесення меморіальної стіни викликали масові заворушення російськомовної молоді в Таллінні та інших містах Естонії. Реакція на знесення пам'ятника була критичною також в деяких інших країнах, а уряди Балтійських республік та ЄС висловили свою підтримку діям Естонії. Найбільш негативною і найкраще організованою була реакція на події в Естонії з боку Росії: група молодиків тримала декілька днів в облозі посольство Естонії в Москві і перешкоджали нормальній роботі посла, незважаючи на протести з Таллінна. Також державні комп'ютерні мережі та сайти уряду Естонії зазнали координованих атак хакерів. Прем'єр-міністр Естонії Андрус Ансіп назвав таку реакцію Росії «грубим та скоординованим втручанням Росії в справи естонської держави»
Низка російських політиків, і зокрема мер Москви Лужков виступив з різкою критикою дій Естонії і закликав бойкотувати естонську продукцію. В різних регіонах Росії низка торгових мереж відмовилася продавати естонські товари. В деяких регіонах України, зокрема в Криму, теж лунали заклики бойкотувати естонські продукти. Мер Харкова Добкін пропонував уряду Естонії перенести пам'ятник до цього міста, але отримав відмову від Естонії.

## Поховання
1 травня 2007 на Тинісмяґі були завершені розкопки та ексгумація залишків похованих. Було знайдено 12 поховань.
30 квітня фігура Бронзового солдата була встановлена на Військовому цвинтарі в Таллінні на вулиці Фільтрі, приблизно за 2 км від початкового місця..
8 травня 2007 року Бронзовий солдат був відкритий на новому місці під час офіційної церемонії, в якій брали участь прем'єр-міністр та інші відомі особи країни.
3 липня 2007 завершилася церемонія перепоховання останків радянських солдатів, які раніше спочивали в братській могилі на пагорбі Тинісмяґі. Було поховано 8 трун із останками радянських солдатів.

### Вихідці з України у похованнях
Провадження українського омбудсмана, засвідчило, що двоє з 12 військових, похованих біля пам'ятника Бронзовому солдату, народилися в Україні. Це старшина медичної служби Олена Михайлівна Варшавська та гвардії старший сержант Степан Іларіонович Хапікало. Обоє вони — полтавці. Родичі обох військовослужбовців висловилися за перепоховання Олени Варшавської та Степана Хапікала на Алеї Героїв центрального цвинтаря Полтави.